# Главы Воронежа
В разное время градоначальниками Воронежа были воеводы, адмиралтейцы, городские головы, главы городской администрации.

## История
С 1658 года Воронеж подчинялся воеводе Белгородского разряда, так как находился в составе Белгородской черты.
В 1620-х годах расследованием правонарушений в Воронеже занимался губной староста, который избирался местным населением. Он должен был быть из дворян или боярских детей. Губной староста подчинялся Разбойному приказу (через несколько веков на его основе было создано Министерство внутренних дел). Между губным старостой и воеводой часто возникали разногласия из-за одинаковых обязанностей.
В 1696 году Пётр I ввёл новую должность адмиралтейца, которому и стал подчиняться воевода. Затем должность воеводы была упразднена, а название этой должности постепенно было изъято из русского языка.
21 марта 1701 года для того, чтобы улучшить организацию строительства кораблей, Воронеж административно был передан Адмиралтейскому приказу под руководством Ф. М. Апраксина. Под влиянием Крестьянской войны (1773—1775) в 1775 году в России началась новая административная реформа, в ходе которой появилась должность наместника. Он наделялся чрезвычайными полномочиями и подчинялся только императрице. Воронежское наместничество было создано в 1779 году. 16 февраля 1782 года наместником Воронежским и Харьковским указом императрицы Екатерины II был назначен Василий Алексеевич Чертков. При нём в Воронеже были созданы органы самоуправления: Дворянское депутатское собрание и Воронежская городская дума.

## Воеводы

### Сабуров, Семён Фёдорович
Семён Фёдорович Сабуров (ум. 1601), окольничий с 1591, был первым воеводой города Воронеж, под руководством которого строилась воронежская крепость.

## Городские головы
- Тулинов, Василий Васильевич (1787—1792)
- Придорогин, Алексей Иванович (1792—1794)
- Савостьянов, Андрей Семёнович (1794—1798)
- Рындин, Иван Петрович (1798—1801)
- Савостьянов, Андрей Семёнович (1801—1804)
- Мызников, Николай Григорьевич (1804—1807)
- Нечаев, Тимофей Иванович (1807—1810)
- Мещеряков, Самуил Никитич (1810—1813, 1818—1821)
- Титов, Пётр Никифорович (1813—1818)
- Нечаев, Иван Иванович (1821—1825)
- Пажетнов, Сергей Иванович (1825—1826)
- Клемешов, Дмитрий Васильевич (1826—1828)
- Нижегордцев, Иван Матвеевич (1828—1831, 1837—1840)
- Елисеев, Павел Яковлевич (1831—1837)
- Борисов, Александр Петрович (1840—1843)
- Молоцкой, Семён Ильич (1843—1848)
- Самофалов, Николай Степанович (1848—1849)
- Нечаев, Яков Иванович (1849—1852)
- Молоцкой, Александр Ильич (1852—1854)
- Капканщиков, Карп Петрович (1855—1858)
- Веретенников, Василий Иванович (купец) (1858)
- Михайлов, Антон Родионович (1858—1861)
- Москалев, Иван Филиппович (1861—1863)
- Петров, Александр Иванович (купец) (1863—1866)
- Кряжов, Степан Лукьянович (1866—1875)
- Кряжов, Степан Лукьянович — городской глава, на средства которого 18 октября 1869 года под его руководством в Воронеже был построен первый водопровод[4]. Водонапорная башня стояла на территории современной площади Ленина. Кряжов подарил водопровод городу при условии, что ежегодно 10 % от заработанных средств за воду будет идти на обучение детей малоимущих независимо от пола и звания. Интересно отметить тот факт, что отец Кряжова был крепостным, но смог получить вольную и скопить приличную сумму денег, занимаясь виноделием. То, как выглядел Степан Лукьянович, неизвестно. Его изображение историками не найдено.
- Селиванов, Иван Иванович (глава Воронежа) (1875)
- Аносов, Алексей Николаевич (1875—1883)
- Капканщиков, Пётр Карпович (1883—1887)
- Самофалов, Дмитрий Григорьевич (1887—1891)
- Титов, Иван Викторович (1891—1897)
- Безруков, Алексей Николаевич (1897—1903)
- Клочков, Николай Алексеевич (1903—1905)
- Елисеев, Николай Владимирович (1906—1911)
- Чмыхов, Николай Васильевич (1911—1914, 1915—1917)
- Алисов, Иван Троадьевич (1914—1915)
- Пуле, Герман Александрович (1917)
- Андреев, Николай Георгиевич (1917—1918)

## Главы города
С 1996 по 2000 год город возглавлял Александр Цапин.
С октября 2000 по ноябрь 2003 года должность главы города занимал Александр Ковалёв. На выборах 24 декабря 2000 года он был избран главой Воронежа, набрав 43 % голосов избирателей, участвовавших в голосовании и опередив прежнего мэра Александра Цапина. 3 ноября 2003 года — ушёл в отставку.
С февраля 2004 по март 2008 главой города был Борис Скрынников. На выборах 25 января 2004 года избран главой города Воронежа, получив 23 % голосов избирателей. В марте 2008 года проиграл выборы Сергею Колиуху, получив всего 5,8 % голосов избирателей.
С 11 марта 2008 года по 13 марта 2013 года должность главы города занимал Сергей Колиух, набравший 31,08 % голосов
С 13 марта 2013 года по 22 июля 2013 года исполняющим обязанности главы городского округа являлся Геннадий Чернушкин.
8 сентября 2013 года главой города был избран Александр Гусев, набравший 43,62 % голосов избирателей.
21 декабря 2016 года решением Городской думы г. Воронежа прямые выборы мэра были отменены.
С 4 апреля 2018 года по 29 июня 2024 года главой города был Вадим Кстенин.
С 29 июня 2024 года временным исполняющим обязанности главы городского округа стал Сергей Петрин, который 28 августа избран мэром.